# Хіроюкі Такая
Хіроюкі Такая (яп.: 高谷裕之, Такая Хіроюкі, нар. 10 червня, 1977) — японський боєць змішаного стилю, представник напівлегкої вагової категорії. Виступав на професійному рівні в 2003-2019 роках, відомий участю в турнірах таких бійцівських організацій як Shooto, Hero's, Dream, Strikeforce, Pancrase, Rizin FF та інші.

## Біографія
Хіроюкі Такая народився 10 липня 1977 року в місті Нарасіно, префектура Тіба, Японія.
Мав досвід у вуличних боях за що отримав прозріще Streetfight Bancho.

## Shooto
Дебютировав у змішаних єдиноборствах на професійному рівні в лютому 2003 року в місцевій японській організації Shooto. За два роки провів шість поєдинків з яких чотири виграв, один нічийний. Усуї і Хацу Хіоки, не вступив по очкам Гилберту Мелендесу.

## Hero's
У 2005-2007 роках співпрацював з новоутвореною ММА-організацією Hero's де виступав в легкій вазі (середній по регламенту організації), оскільки напівлегка вагова категорія була там відсутня. Двічі брав участь у розіграші гран-прі: в першому випадку дійшов до стадії півфіналів, у першому випадку програв здачею співвітчизнику Генкі Судо, у другому в чвертьфіналі поступився бразильцем Жесіасом Кавалканті.

## World Extreme Cagefighting
Так як Hero's незабаром припинили своє існування, Такая деякий час виступав на менш значних турнірах. Зрештою у 2008 році він уклав угоду з американською організацією World Extreme Cagefighting і вперше виступив в США. Однак великих успіхів тут не домігся, в дебютному поєдинку зазнав поразки нокаутом від Леонарда Гарсії, у другому одноголосним рішенням суддів програв Кабо Свонсону (хоча і отримав нагороду за кращий бій вечора).

## Dream
Повернувшись на батьківщину, в 2009 році Такая взяв участь у гран-прі напівлегкої ваги Dream - пройшов перших трьох суперників по турнірній сітці, в тому числі взяв верх над такими бійцями як Есіро Маеда і Хідео Токоро, але у вирішальному фінальному поєдинку роздільним суддівським рішенням поступився майстрові бразильського джиу-джитсу Бібіане Фернандісу.
На передноворічному шоу 31 грудня 2009 року зустрівся з титулованим дзюдоїстом Мітіхіро Омігавою і програв йому технічним нокаутом в першому раунді.
У 2010 відправив у нокаут колишнього чемпіона Dream з Норвегії Йоакіма Хансена та американця Чейса Бібі.
Завдяки двом впевненим перемогам удостоївся права претендента на титул чемпіона Dream в напівлегкій вазі, який до цих пір належав Бібіане Фернандесу. Чемпіонський бій між ними відбувся на передноворічному турнірі 31 грудня 2010 року і тривав усі відведені три раунди - у підсумку судді одноголосним рішенням віддали перемогу Такаї.
У 2011 році Хіроюкі Така зумів двічі захистити чемпіонський пояс за очками у співвітчизників Кадзуюкі Міята і Такеші Іноуе.
Останній раз бився на рингу Dream в 2012 році та в нетитульному бою роздільним рішенням поступився Георгію Караханяну.

## Strikeforce
Ще під час чемпіонства на Dream, в 2011 році відзначився виступом на турнірі Strikeforce в Сан-Дієго. Його суперником став Роббі Перальта, і японський боєць поступився йому роздільним рішенням суддів.
Починаючи з 2013 року Такая виступав на менш престижних турнірах в Японії, таких як Vale Tudo Japan, Pancrase, Rizin Fighting Federation і ін. У 2020 завершив кар'єру.